# DW-TV
DW (zuvor auch Deutsche Welle TV) ist der öffentlich-rechtliche deutsche Auslandsfernsehsender der Deutschen Welle. Das nachrichten- und informationsorientierte Programm der Deutschen Welle ging am 1. April 1992 als Nachfolger des RIAS-TV auf Sendung und wird über Satellit verbreitet. Produktionsort für das Fernsehprogramm DW ist Berlin – aus den Gebäuden der ehemaligen AEG-Kleinmotorenfabrik in der Voltastraße in Berlin-Gesundbrunnen. Am 6. Februar 2012 unterzog sich die Deutsche Welle einem kompletten Relaunch und tritt seitdem auf allen Wegen nur noch als DW auf. Zudem wurde das Fernsehprogramm grundlegend überarbeitet.

## Versionen
DW betreibt derzeit fünf Kanäle:
- عربية DW (arabisch) Empfangbar in Gesamteuropa, Naher Osten, Nord- und Westafrika
- DW Deutsch+ (deutsch, englisch) Empfangbar in Kanada, USA und Mexiko
- DW (Español) (spanisch) Empfangbar in Südkanada, USA und Lateinamerika
- DW English (englisch) Empfangbar: Weltweit
- DW Deutsch (deutsch) Empfangbar in: Osteuropa, Asien (komplett) und Ozeanien (komplett)

## Aufgabe
DW hat vor allem den Auftrag, ein umfassendes Bild von Deutschland im Ausland zu vermitteln. Die rechtliche Grundlage für die Ausstrahlung dieses Fernsehprogramms ist das Gesetz über die Rundfunkanstalt des Bundesrechts »Deutsche Welle« vom 16. Dezember 1997 in der Fassung vom 28. Oktober 2004. Daraus ergibt sich die Aufgabe, für das Ausland Rundfunk und Telemedien zu produzieren und weiterzuverbreiten. Ziel soll sein, Deutschland nach außen hin in seinen freiheitlich-demokratischen Wurzeln und Werten zu vertreten. Beinhalten sollen die DW-Programme zudem unterschiedliche Sichtweisen zu wesentlichen Themen vor allem der Politik, Kultur und Wirtschaft. Es soll sowohl in Europa wie in anderen Kontinenten ein Forum mit dem Ziel geben, das Verständnis und den Austausch der Kulturen und Völker zu fördern.

## Verbreitung
Der Sender wird weltweit über 18 geostationäre Satelliten verbreitet. In Europa war das deutsche Programm bis zum 1. Januar 2024 über Astra 4A zu empfangen, die englische Version über die Satelliten Astra 1M und Hotbird 13B.
Des Weiteren wird das Fernsehprogramm im Internet über die Website des Senders verbreitet. Weltweit werden die DW-Programme über sogenannte DW-Partnerstationen wie Deukom und Satelio verbreitet. Insgesamt sind es rund 3500 Partner, die DW-TV (oder DW-Radio) ganz oder teilweise übernehmen und erneut senden.

## Störung der Satellitenübertragung
Am 7. und 8. Dezember 2009 wurde der auch von DW-TV genutzte Transponder auf Hotbird 8 gestört. Nach Ansicht des Senders, der sich auf eine Angabe des Satellitenbetreibers Eutelsat berief, konnte man den Störsender eindeutig in der Islamischen Republik Iran lokalisieren. Der Betreiber versuchte damals durch Hochfahren der Sendeleistung den störungsfreien Empfang zu ermöglichen, daraufhin wurde aber auch das Störsignal verstärkt. Als Ursache für die Störungen wird die Zensur der Berichterstattung über die Unruhen und die Proteste von Oppositionellen in Iran vermutet.
Vom 10. bis zum 13. Februar 2010, also im Umfeld des 31. Jahrestages der Islamischen Revolution traten erneut Störungen auf.
Das Erste war nach Beobachtungen eines Zuschauers in Amman/Jordanien auch von der Störaktion betroffen.

## Logos

1995–2005
2005–2012
Seit 2012

## Programminhalte
Seit dem 6. Februar 2012 kann die Deutsche Welle verstärkt auf Programme zurückgreifen, für die ARD, ZDF, ORF und das SRG SSR (vertreten durch das Schweizer Radio und Fernsehen) die Weltrechte innehaben. Vor allem selbst produzierte Talkshows wie Maybrit Illner und Menschen bei Maischberger sollen das Nachrichtenprogramm ergänzen, das nur noch zu 40 Prozent von der Deutschen Welle selbst produziert wird. Bisher wurde das Programm im Stundentakt abwechselnd auf Deutsch und Englisch ausgestrahlt. Das Hauptprogramm („DW“) wird nun rund um die Uhr auf Englisch angeboten. Für die einzelnen Kontinente werden Programme teilweise komplett in deutscher Sprache angeboten. Das spanischsprachige Programm für Lateinamerika, DW (Español), wurde von einer auf 20 Stunden täglich ausgedehnt. Online-Inhalte sind nun auch über eine App nutzbar. Nur nach Subsahara-Afrika wird noch ein Hörfunkprogramm auf Kurzwelle gesendet. DW (Europe) sendet morgens und abends von jeweils 9 bis 12 Uhr auf Deutsch, die übrige Zeit auf Englisch.

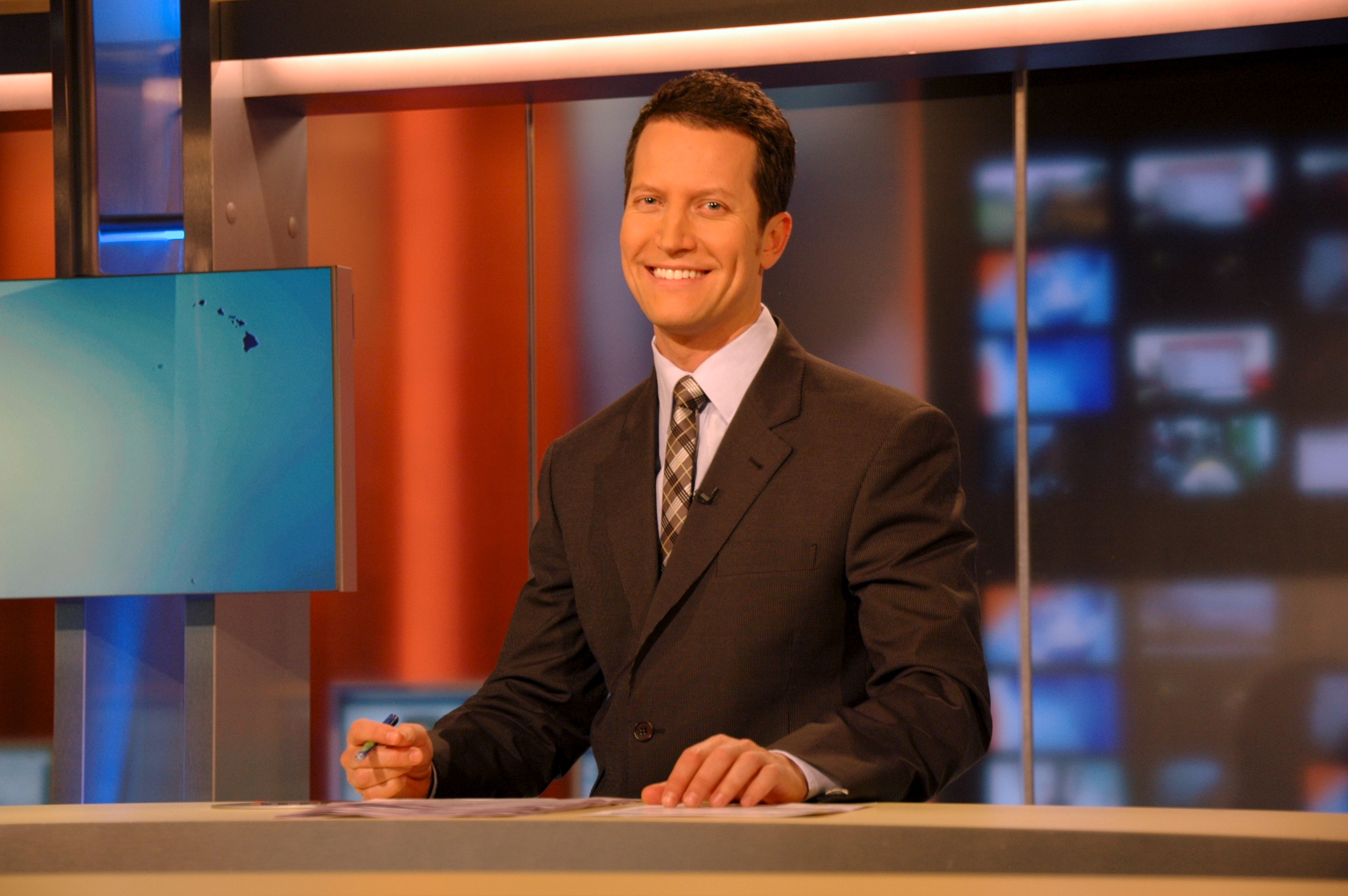
Moderator Ben Fajzullin im Studio des DW-Journals
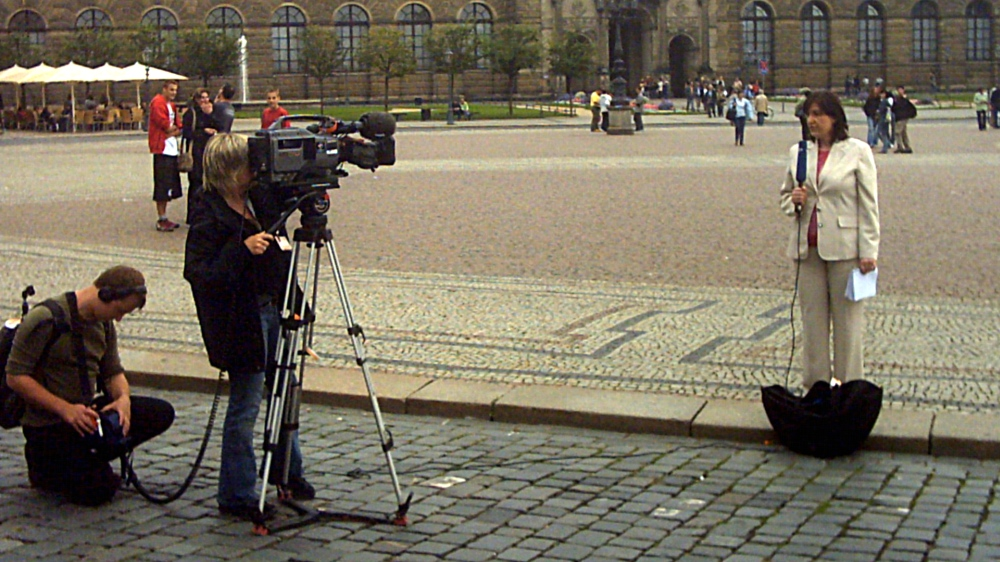
DW-Reporterin
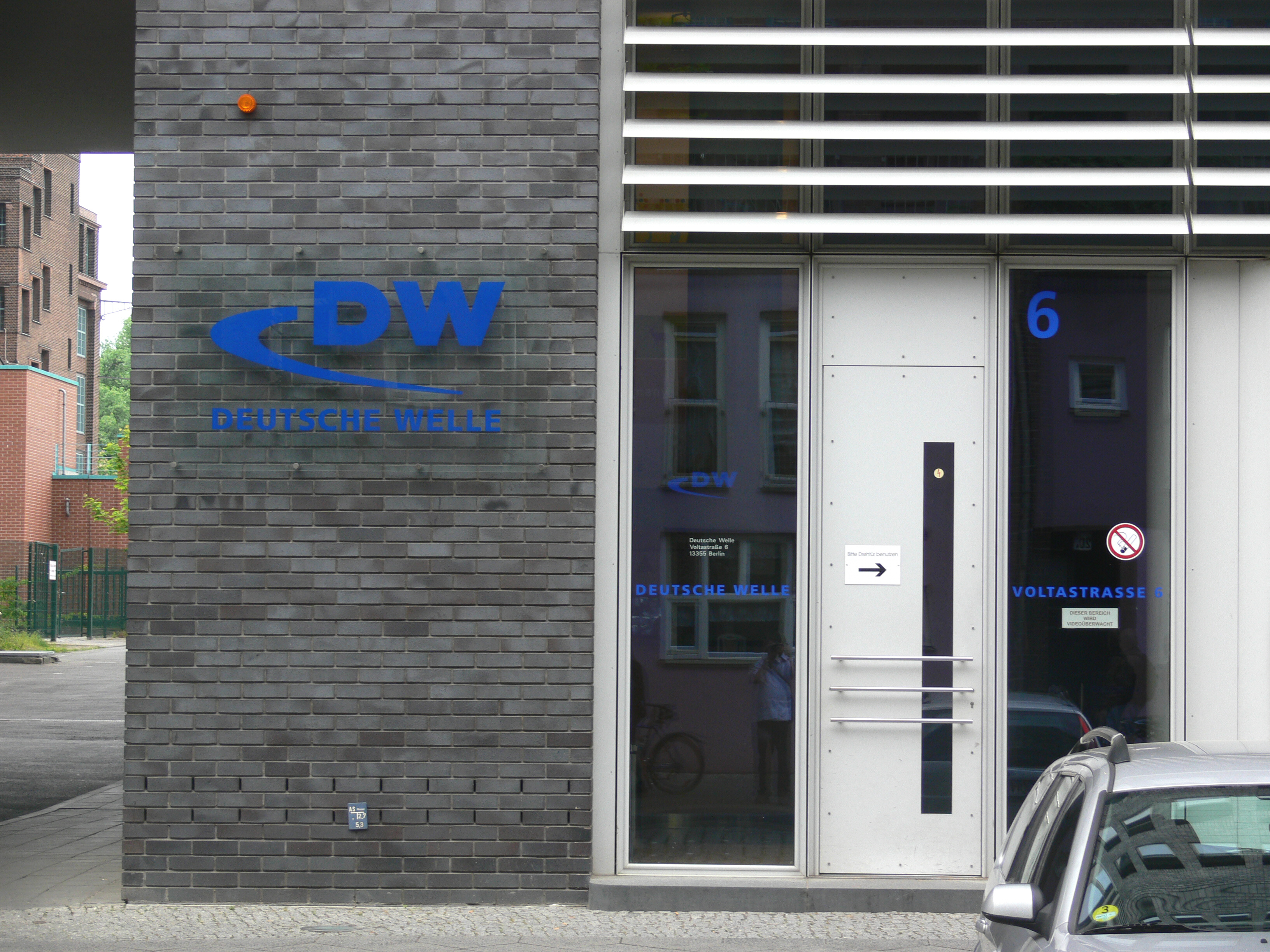
Eingang Voltastraße in Berlin-Gesundbrunnen